# Masone
Masone (en ligur Mazon) és un comune italià, situat a la regió de la Ligúria i a la ciutat metropolitana de Gènova. El 2011 tenia 3.743 habitants.

## Geografia
Es troba a la vall Stura, al nord-oest de Gènova. Té una superfície de 29,44 km² i les frazioni de Cappelletta, San Pietro, Val Masone i Val Vezzulla. Limita amb les comunes de Bosio, Campo Ligure, Gènova, Mele i Tiglieto.